# Vaca Diéz (provins)

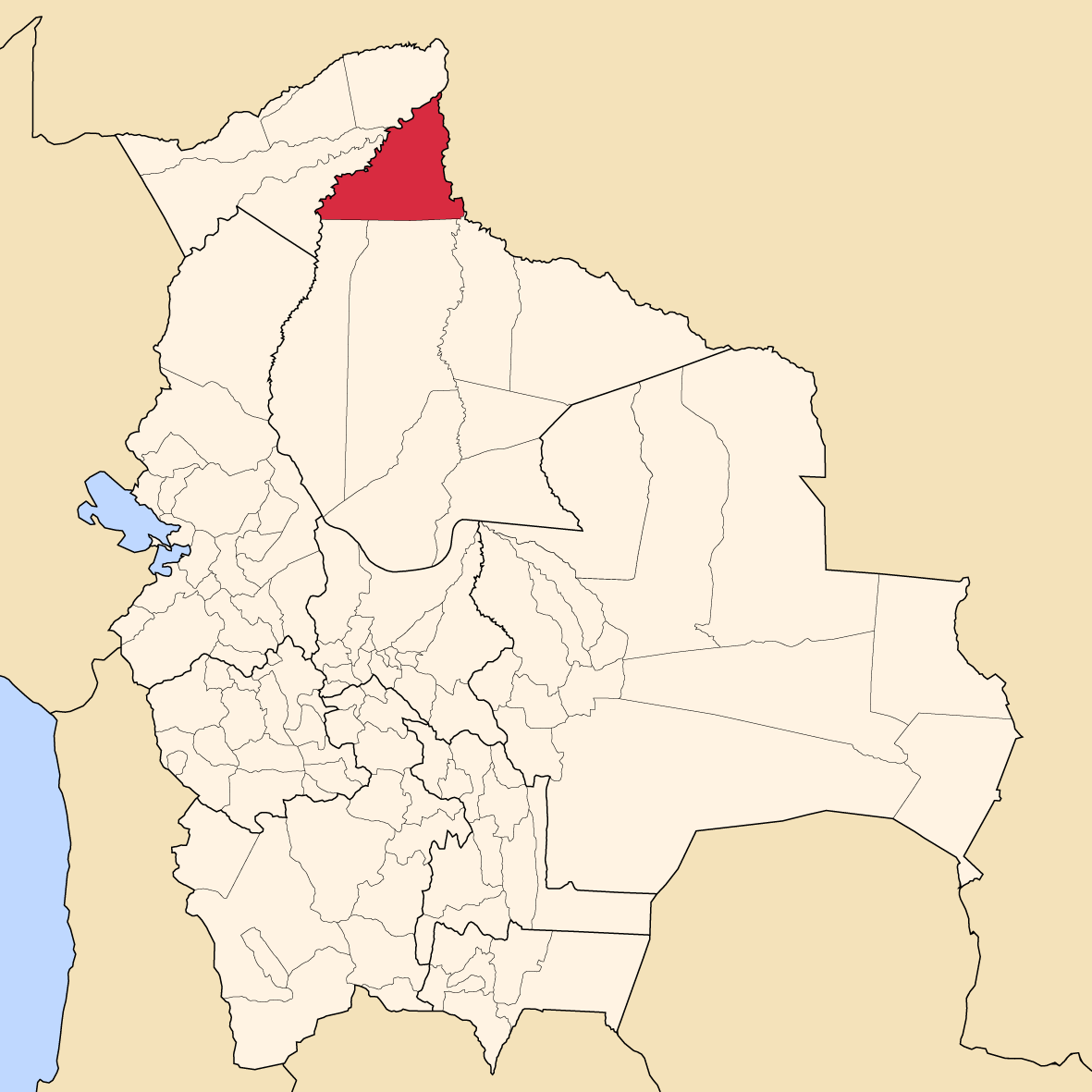
Provinsens läge i Bolivia

Vaca Diéz är en provins i departementet Beni i Bolivia. Den administrativa huvudorten är Riberalta.